# فترة حفيت

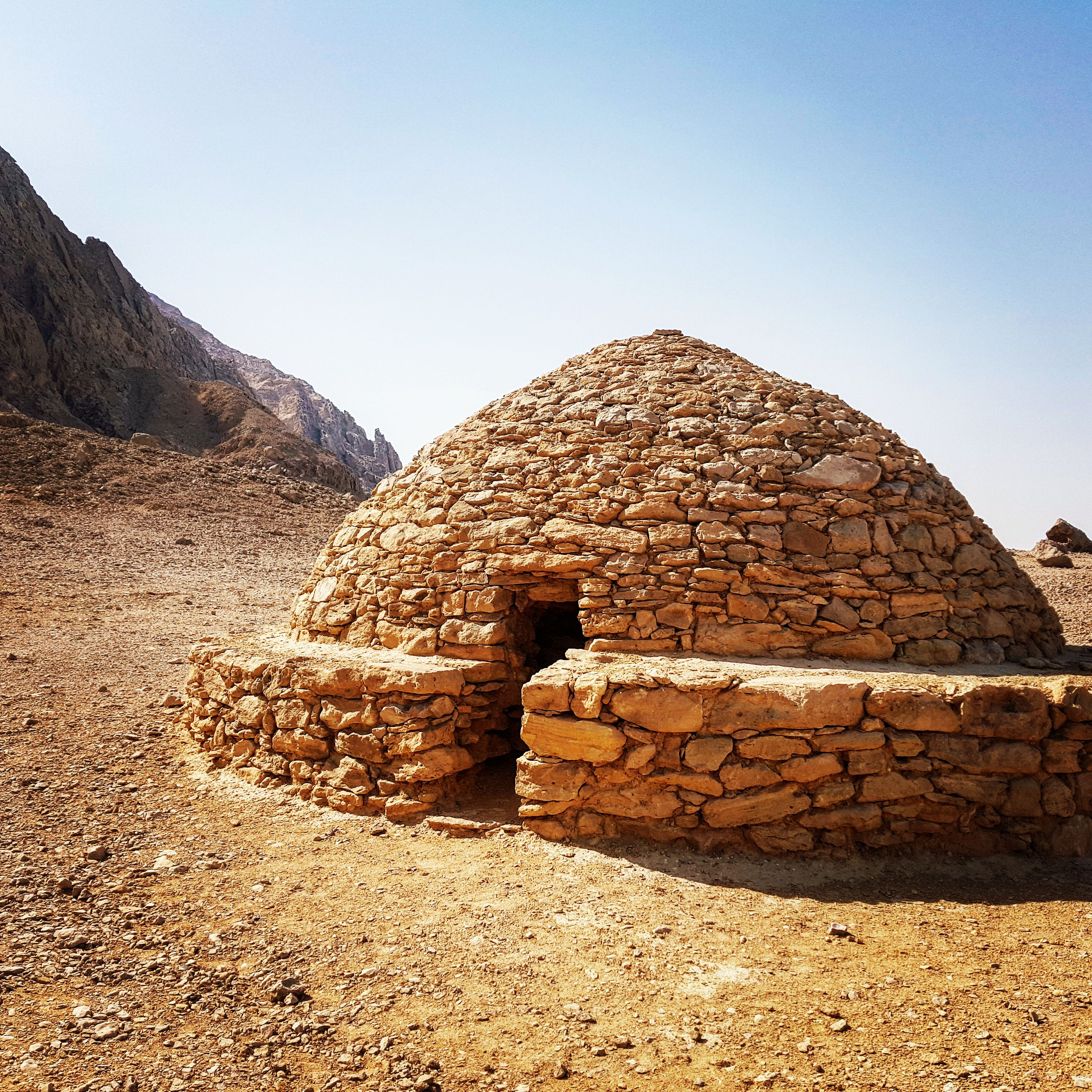
واحدة من مجموعة صغيرة من مقابر (مدافن جبل حفيت) خلايا النحل من فترة حفيت في مزيد -منتزه جبل حفيت الصحراوي – جبل حفيت بالقرب من مدينة العين في المنطقة الشرقية من أبو ظبي ، والتي تم ترميمها لإظهار بنائها الأصلي

تحدد فترة حفيت الاستيطان البشري المبكر في العصر البرونزي في الإمارات العربية المتحدة وسلطنة عمان في الفترة من 3200 إلى 2600 قبل الميلاد. تمت تسميته على اسم مدافن خلايا النحل المميزة التي تم العثور عليها لأول مرة في جبل حفيت ، وهي منطقة نائية من جبال الحجر في منطقة توام، والتي تقع في مدينة العين الإماراتية والمدينة العمانية المجاورة لها. البريمي، وتحدها صحراء الربع الخالي. كما عُثر على مقابر وبقايا فترة حفيت في جميع أنحاء الإمارات العربية المتحدة وسلطنة عمان في مواقع مثل بدع بنت سعود، جبل البحيص والبريمي.

## الاستكشاف

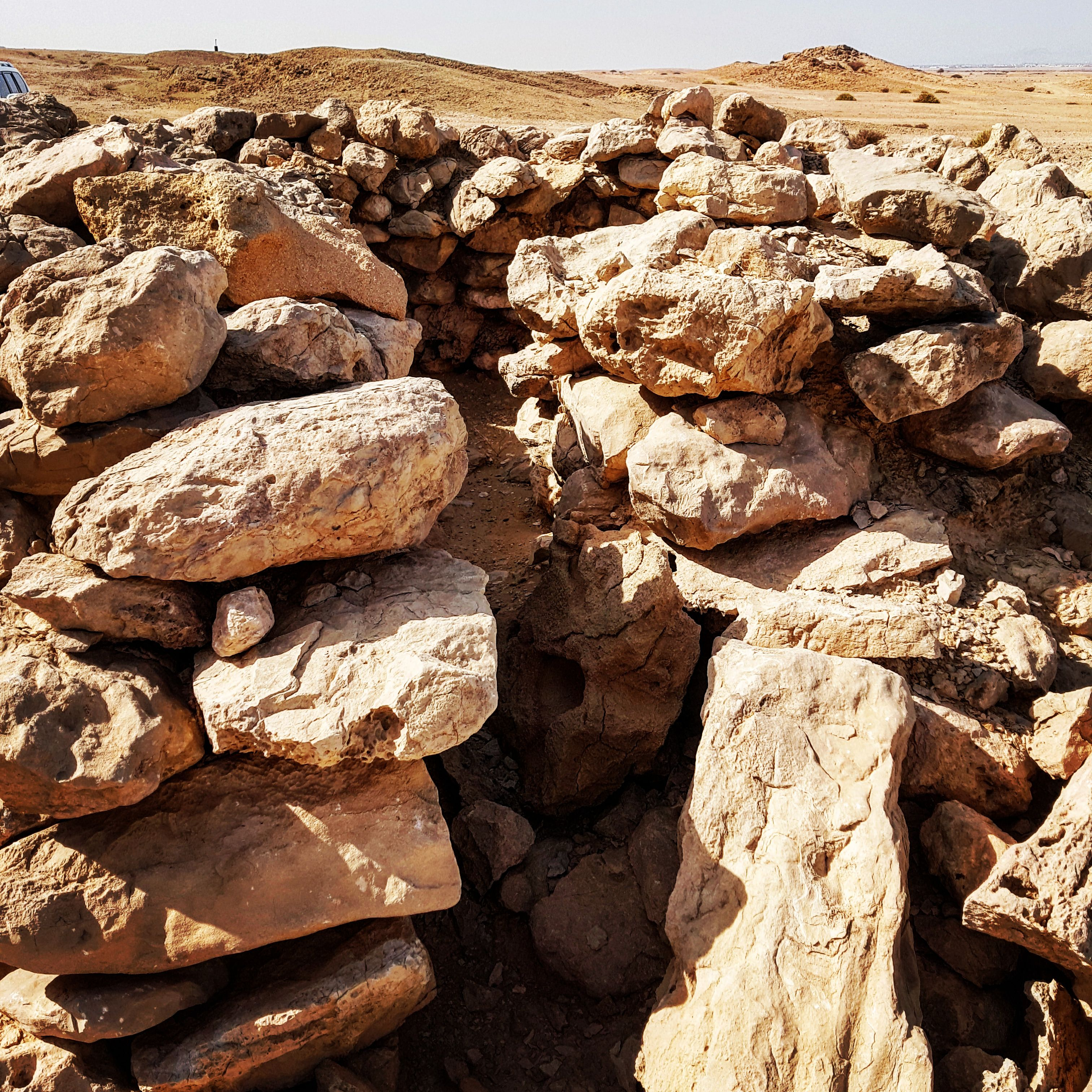
قبر خلية نحل غير مرمم من فترة حفيت في جبل حفيت في منطقة العين ، على الحدود مع عمان. انهارت معظم القبور التي تم العثور عليها في سفوح الجبل الشرقية.

يُنسب أول اكتشاف لمقابر فترة حفيت إلى عالم الآثار الدنماركي بي في جلوب في عام 1959، وتم إجراء أول حفريات من بين العديد من الحفريات بعد بضع سنوات.
تشمل المكتشفات في جبل حفيت بقايا حوالي 317 مقبرة حجرية دائرية ومستوطنة من فترة حفيت ما يطبق عليها اسم مدافن جبل حفيت ، بالإضافة إلى أنظمة ري بالفلج وآبار جزئية تحت الأرض، بالإضافة إلى إنشاءات من قرميداللبن مخصصة لمجموعة من الأغراض الدفاعية والمنزلية والاقتصادية. توفر واحة العين، على وجه الخصوص، أدلة على البناء وإدارة المياه مما مكن التنمية المبكرة للزراعة لمدة خمسة آلاف عام، حتى يومنا هذا.
تُظهر المكتشفات الفخارية في مواقع فترة حفيت روابط تجارية مع بلاد ما بين النهرين، المتاخمة لفترة جمدة نصر (3100 - 2900 قبل الميلاد). عُثر على أدلة على الروابط التجارية مع بلاد ما بين النهرين في فترات أم النار ووادي سوق اللاحقة من تاريخ الإمارات العربية المتحدة.
في منطقة العين، بالقرب من قلعة مزيد وجبل حفيت على الحدود مع عُمان، يحتوي منتزه جبل حفيت الصحراوي على مدافن حفيت الأصلية التي سُميت هذه الفترة في تاريخ البشرية في الإمارات على اسمها. وهي سلسلة من التلال الممتدة من الجزء الرئيسي لجبل حفيت باتجاه العين يحتوي كل منها على مجموعات من مدافن حفيت.